# Жан-Жак Еннер

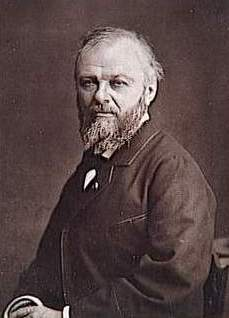
Жан-Жак Еннер. Фото Рене Дагрона

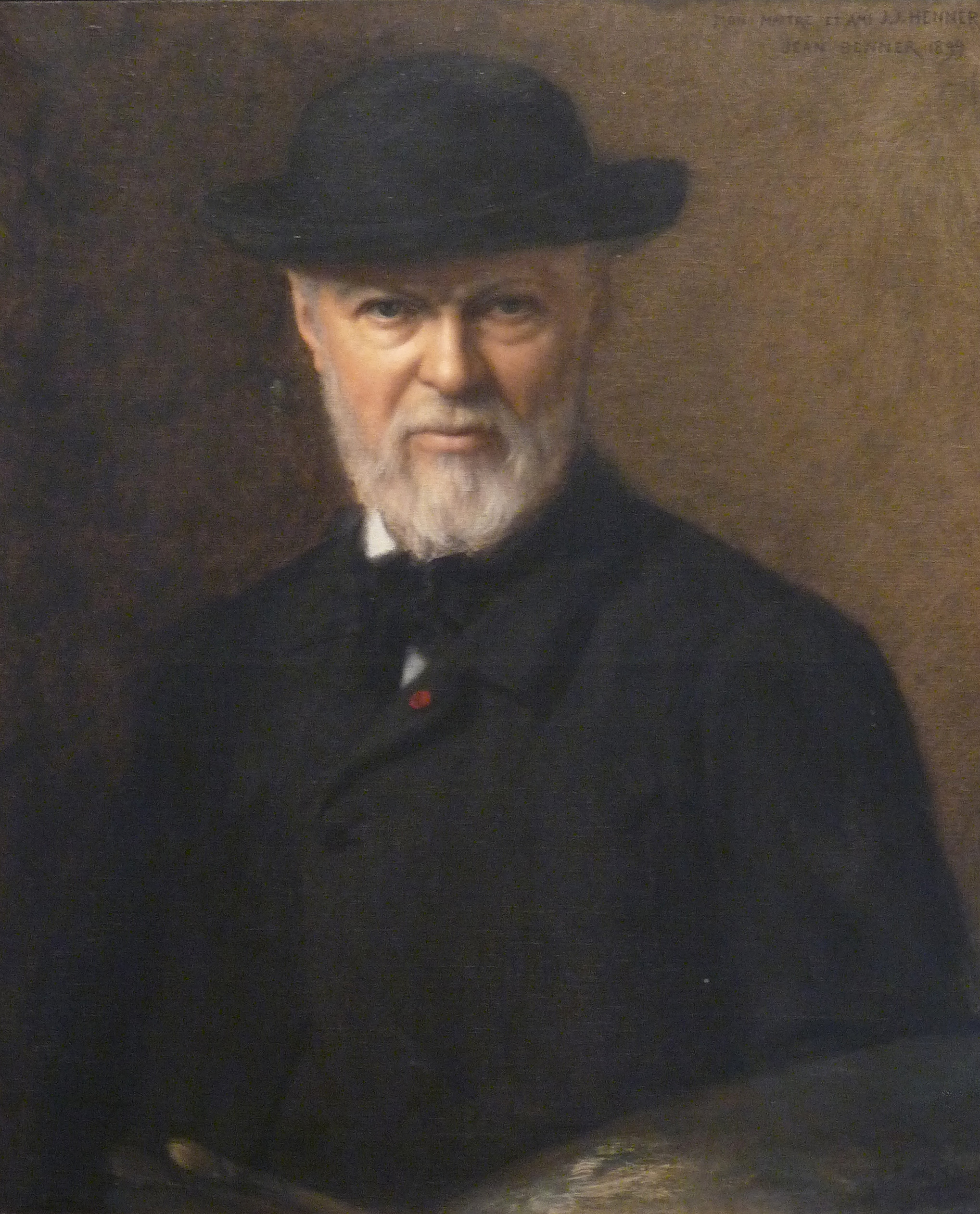
Портрет художника Жана-Жака Еннера роботи Жана Беннера

Жан-Жак Еннер (фр. Jean-Jacques Henner; 5 березня 1829, Бернвіллер, Ельзас — 23 липня 1905, Париж) — французький художник академічного реалізму.

## Біографія
Еннер, який походив із фермерської родини в Сундгау (Ельзас), спочатку брав уроки малювання у Шарля Гуцвіллера (1810—1900) в Альткірші. Пізніше він перейшов до Школи витончених мистецтв у Страсбурзі, щоб вивчати живопис у майстерні Габріеля-Крістофа Герена (1790—1846). У 1846 році Еннер переїхав до Парижа і став студентом тамтешньої Школи витончених мистецтв, спочатку під керівництвом Мішеля Мартена Дроллінга, а з 1851 року під керівництвом Франсуа-Едуара Піко. Протягом цього часу він працював здебільшого над портретами, серед яких була його родина та інші люди з його дому в Ельзасі.
Заохочений своїми вчителями, Ееннер взяв участь у виставці у Французькій академії 1858 року. Завдяки своїй роботі «Адам і Єва знаходять труп Авеля» він здобув Римську премію, яка включала навчальний візит до вілли Медічі в Римі. Еннер залишився в Італії до 1865 року і присвятив себе переважно вивченню творів Тиціана і Корреджо. У цей час він спеціалізувався на зображенні оголених жіночих фігур на тлі пейзажів, обриси яких розмиті в напівтемряві чи сутінках.
Після повернення до Парижа Еннер присвятив себе малюванню портретів, а також міфологічних жіночих постатей. Завдяки його реалістичному стилю малювання ці портрети були дуже популярні серед публіки «кінця віку».
Сьогодні багато його робіт можна побачити в Музеї Жана-Жака Еннера в Парижі. Однією з найвідоміших його робіт є портрет жінки в ельзаському народному строї «L'Alsace. Elle Attend» («Ельзас. Вона чекає»), що була намальована у 1871 році від імені групи дружин промисловців Танна, які подарували її Леону Гамбетті. Зображення символізувало втрачений Ельзас і стало дуже популярним у Третій республіці.
У 1876 році Луї Пастер замовив Еннеру зобразити його дочку Марію-Луїзу. Пастер відвідував багато зустрічей, тому що любив побалакати з Еннером, пізніше Еннер також написав портрет самого Пастера. Вони стали друзями, тож Еннер відвідував Пастера в його рідному місті Арбуа.

## Вибрані твори
- Цнотлива Сусанна або Сусанна в лазні (1864), Музей д'Орсе
- Біблія, перетворена на джерело (1867), Діжонський музей витончених мистецтв
- Жінка на чорному дивані (1869), Музей Жана-Жака Еннера
- Ідилія (1872), музей д'Орсе
- Добрий самарянин (1874), Музей Жана-Жака Еннера
- Мертвий Христос (1876), Музей Жана-Жака Еннера
- Наяда (1877), музей д'Орсе
- Христос у гробі (1879), музей д'Орсе
- Німфа, що схиляється над водою (1881), Музей Жана-Жака Еннера
- Жінка, що читає (1883), музей д'Орсе

## Галерея

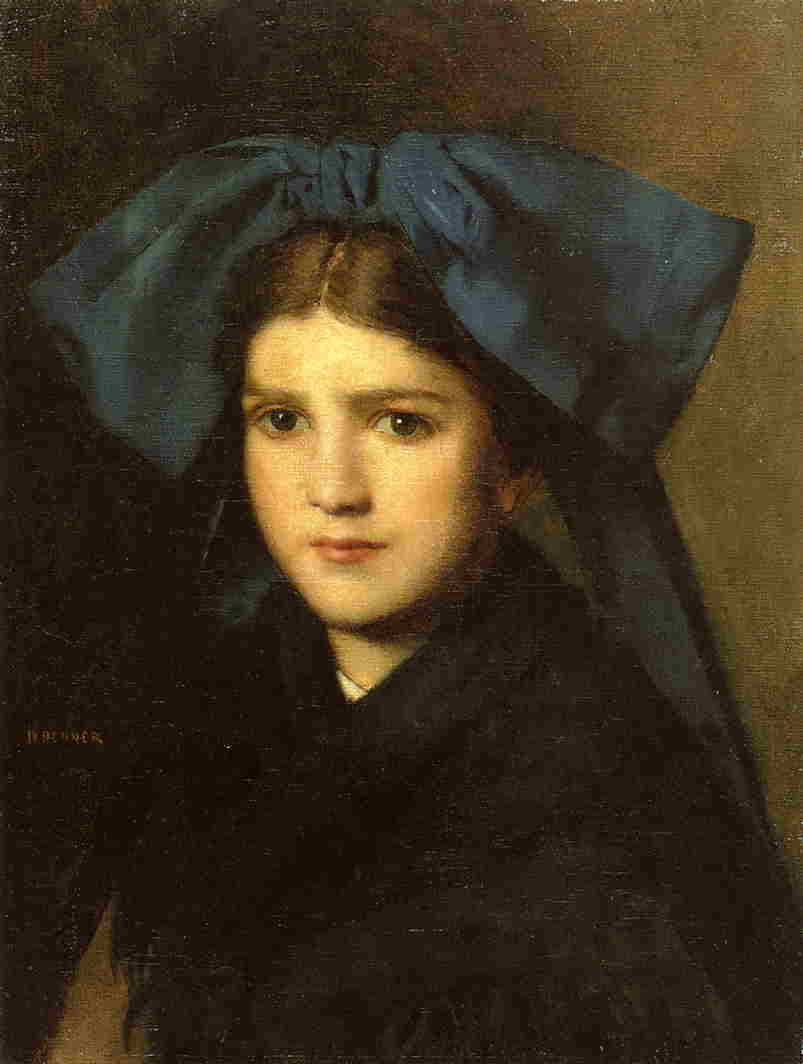
Молода дівчина з бантом у волоссі
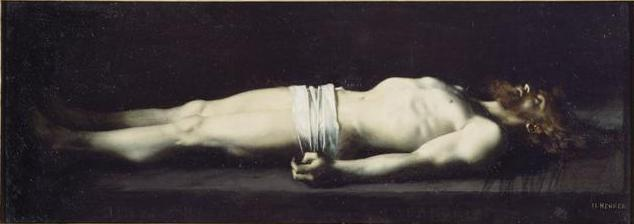
Христос у гробі
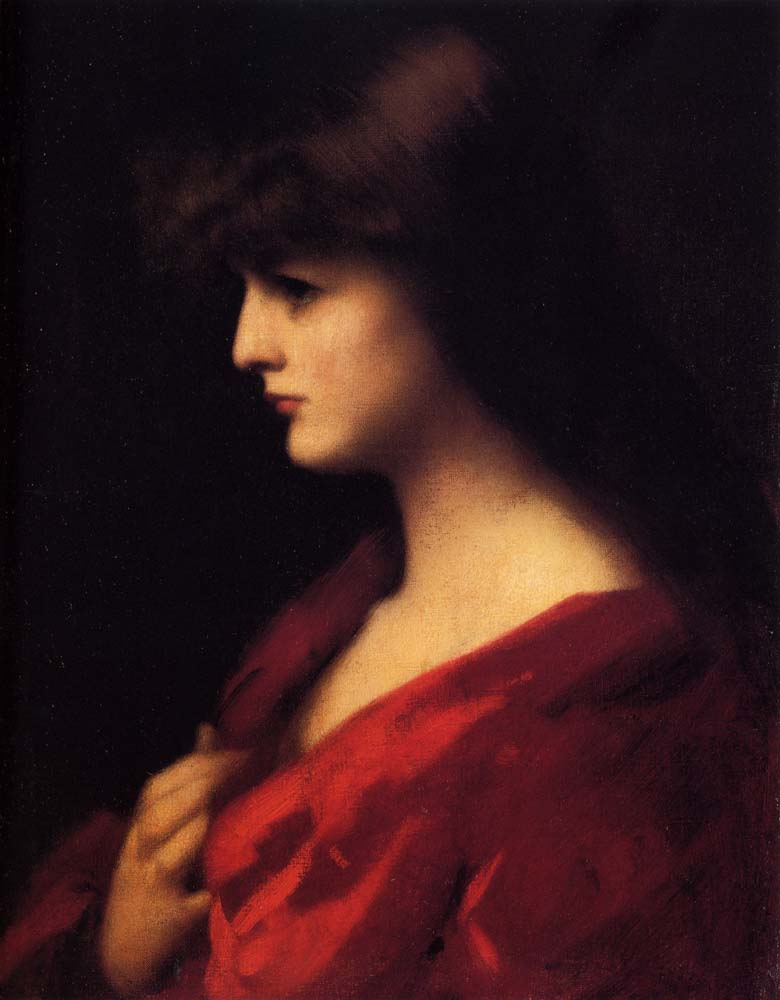
Жінка в червоному
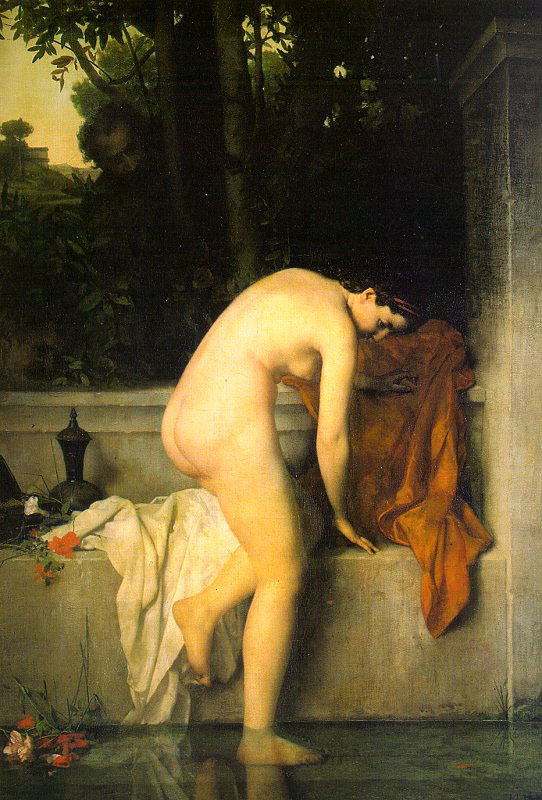
Цнотлива Сусанна
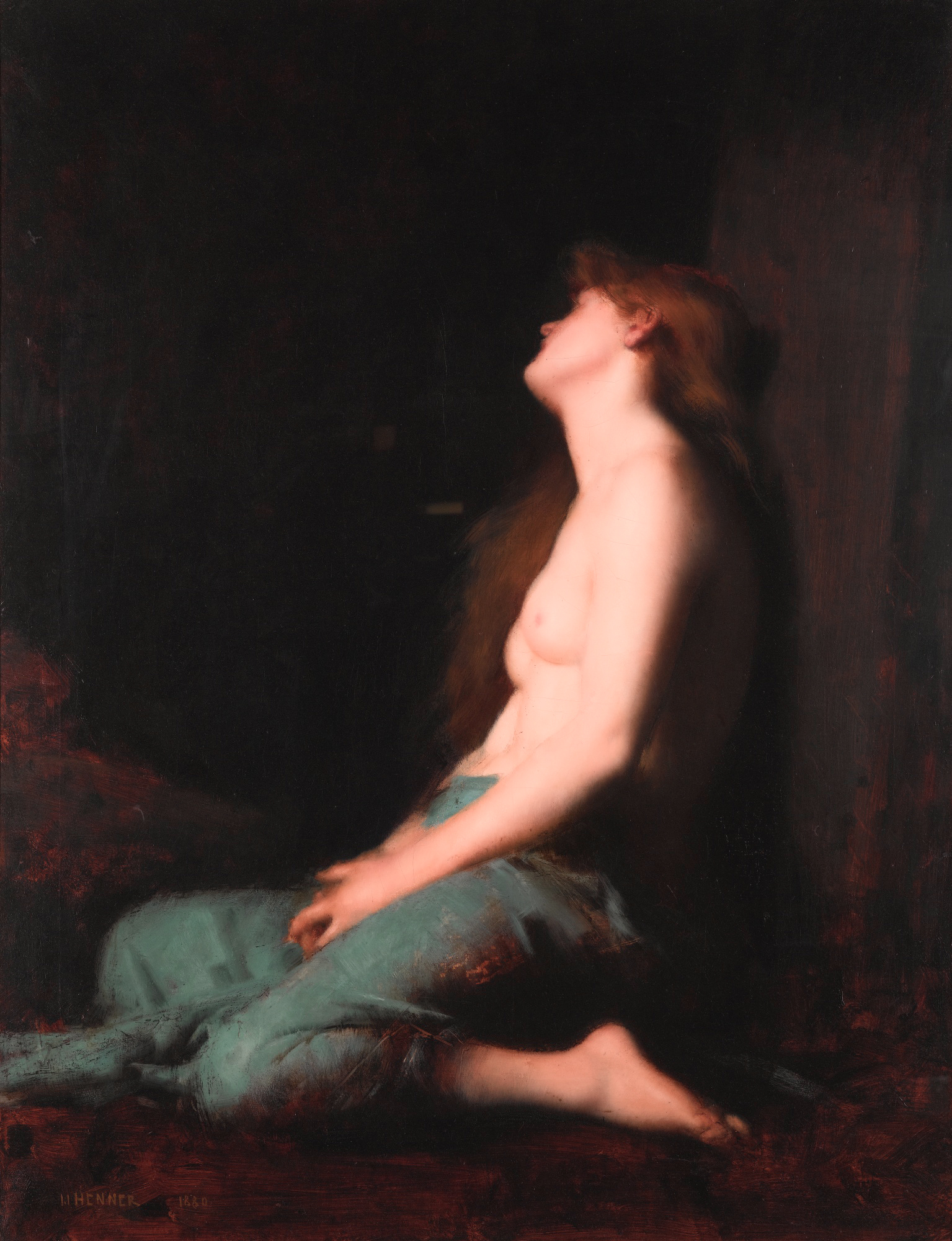
Самотність
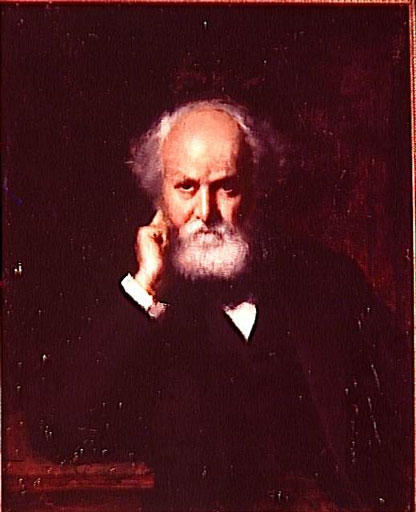
Портрет Жуля Жанссена
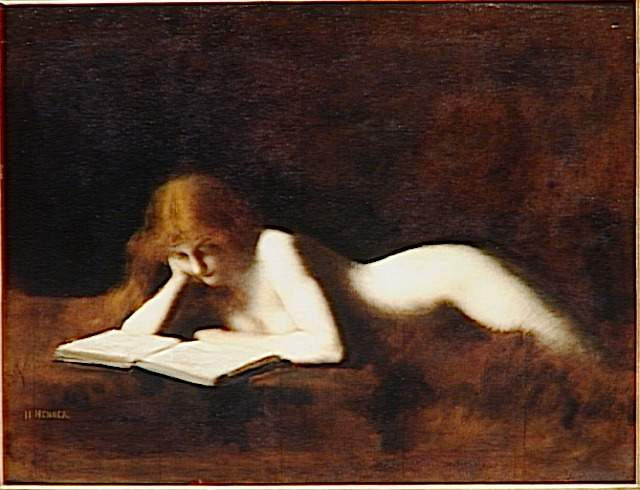
Читання
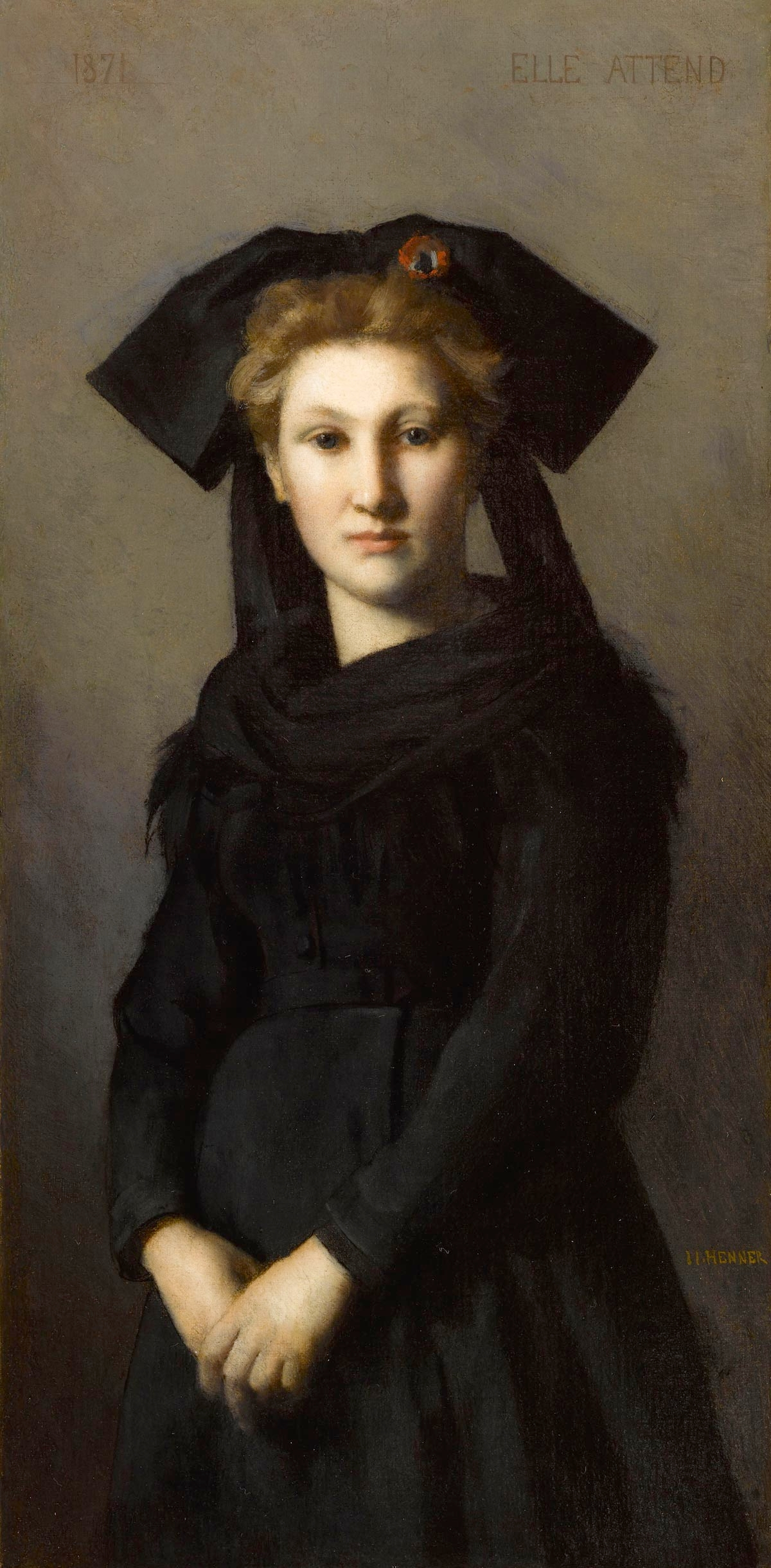
Ельзас. Вона чекає.
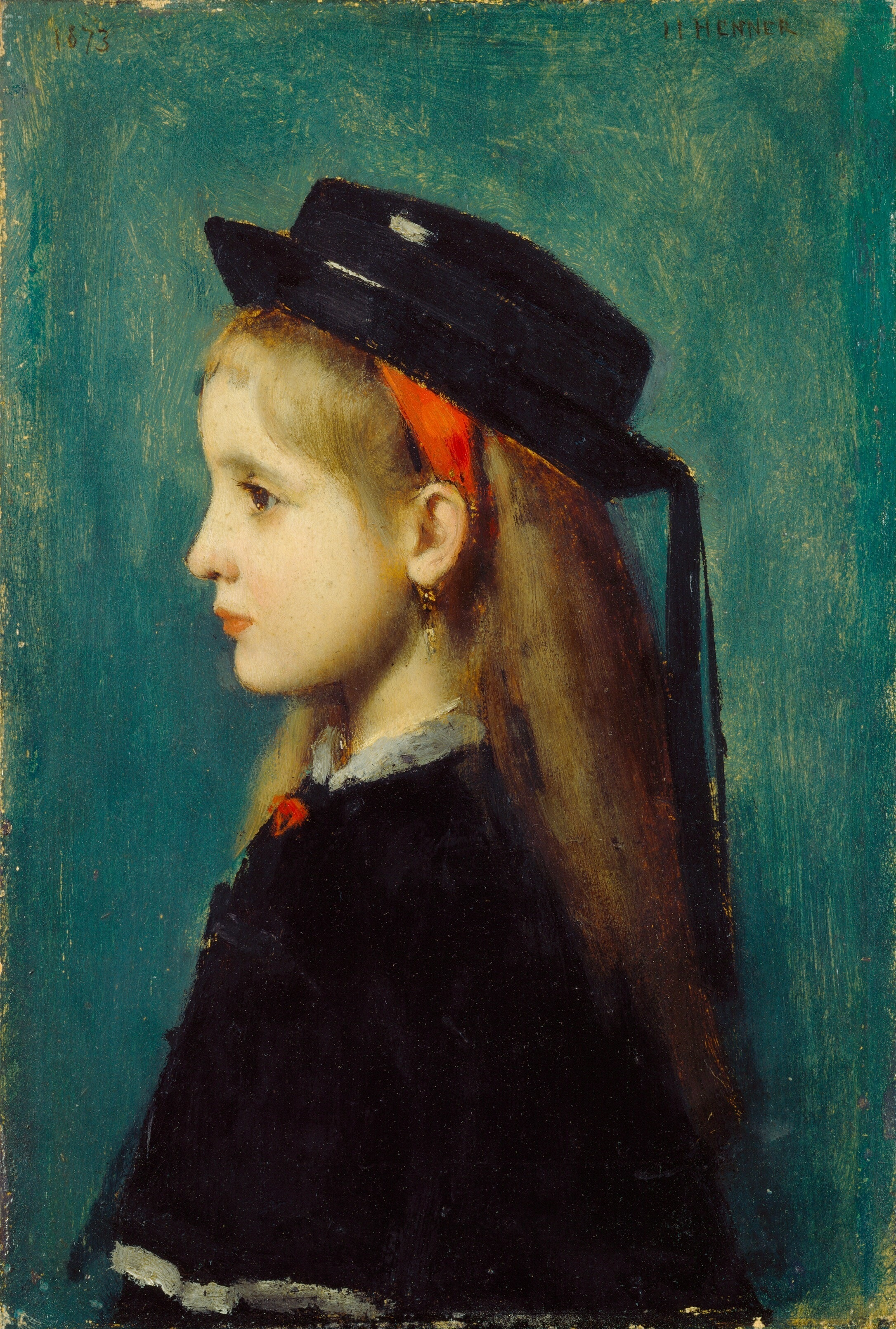
Ельзаська дівчина, Національна галерея мистецтв, Вашингтон
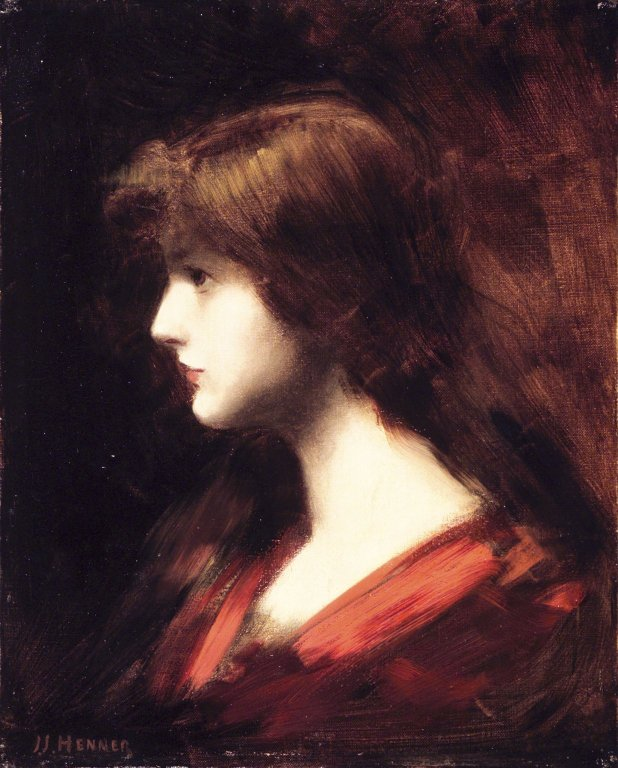
Голова дівчина - Бруклінський музей
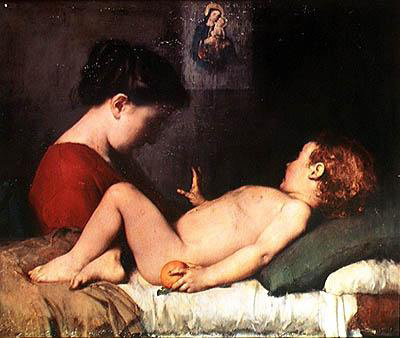
Пробудження дитини, Діжонський музей образотворчого мистецтва
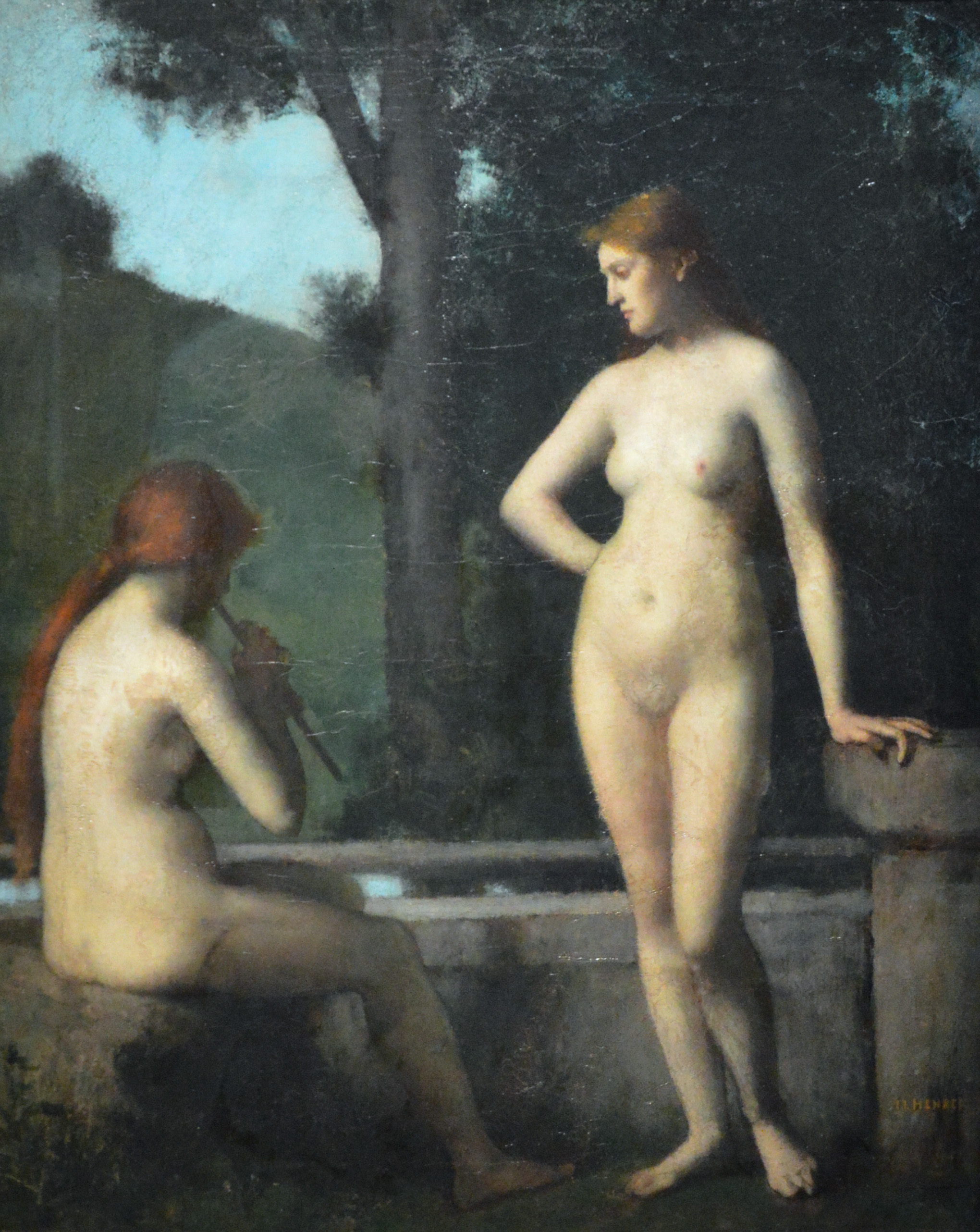
Ідилія Музей д'Орсе, Париж